# Bulnes (Córdoba)
Bulnes es una localidad situada en el departamento Río Cuarto, provincia de Córdoba, Argentina.
Se encuentra ubicada sobre la ruta provincial E 86 (ex RP 24) que une Coronel Moldes con Sampacho, a una distancia de 15 km de ambas localidades, a 60 km al sur de la ciudad de Río Cuarto y a 293 km de la ciudad de Córdoba.
La superficie total es de 80 ha y veinticuatro manzanas forman la estructura, divididas en dos partes iguales por la Ruta antes mencionada y el Ferrocarril.
Es una zona llana y plana, sin serranías ni montañas, salvo algunas ondulaciones que se aprecian muy a la distancia.
La principal fuente de ingresos, al igual que casi todas las localidades de la llanura pampeana son la agricultura y la ganadería.

## Población
Cuenta con 1070 habitantes (Indec, 2022), lo que representa un incremento del 2% frente a los 1051 habitantes (Indec, 2010) del censo anterior.
| Gráfica de evolución demográfica de Bulnes entre 1991 y 2022 |
|                                                              |
| Fuente: Censos nacionales del INDEC                          |

## Sismicidad
La sismicidad de la región de Córdoba es frecuente y de intensidad baja, y un silencio sísmico de terremotos medios a graves cada 30 años en áreas aleatorias. Sus últimas expresiones se produjeron:
- 22 de septiembre de 1908 (116 años), a las 17.00 UTC-3, con 6,5 Richter, escala de Mercalli VII; ubicación 30°30′0″S 64°30′0″O / -30.50000, -64.50000; profundidad: 100 km; produjo daños en Deán Funes, Cruz del Eje y Soto, provincia de Córdoba, y en el sur de las provincias de Santiago del Estero, La Rioja y Catamarca[2]
- 16 de enero de 1947 (78 años), a las 2.37 UTC-3, con una magnitud aproximadamente de 5,5 en la escala de Richter (terremoto de Córdoba de 1947)[1]
- 28 de marzo de 1955 (70 años), a las 6.20 UTC-3 con 6,9 Richter: además de la gravedad física del fenómeno se unió el desconocimiento absoluto de la población a estos eventos recurrentes (terremoto de Villa Giardino de 1955)
- 7 de septiembre de 2004 (20 años), a las 8.53 UTC-3 con 4,1 Richter
- 25 de diciembre de 2009 (15 años), a las 21.42 UTC-3 con 4,0 Richter

## Medios de comunicación
98.3 fm Estación Bulnes
nace un 4 de junio de 2012, como una herramienta de información y entretenimiento. Se creó pensando en las necesidades de cada integrante de nuestra comunidad, tanto en Bulnes como en el resto de la región que cubre la señal de nuestra emisora.Al diagramar nuestra programación pensamos tanto en la madres y amas de casa como en el estudiante, el profesional y el obrero. Entregamos 24 horas de programación con tecnología análogo-digital moderna y de última tecnología.
Musicalizamos de forma tal que rescatamos lo mejor de las últimas décadas y acompañamos la publicidad con música que llega a cada uno de nuestros oyentes con entrañables recuerdos.
”La Primera Radio de mi Pueblo” estación Bulnes Fm, 98.3 MHz Bulnes Córdoba Fm.